# Municipio de Adams (condado de Harrison)
El municipio de Adams (en inglés: Adams Township) es un municipio ubicado en el condado de Harrison en el estado estadounidense de Misuri. En el año 2010 tenía una población de 135 habitantes y una densidad poblacional de 1,76 personas por km².

## Geografía
El municipio de Adams se encuentra ubicado en las coordenadas 40°10′12″N 93°55′32″O / 40.17000, -93.92556. Según la Oficina del Censo de los Estados Unidos, el municipio tiene una superficie total de 76.82 km², de la cual 76,57 km² corresponden a tierra firme y (0,32 %) 0,25 km² es agua.

## Demografía
Según el censo de 2010, había 135 personas residiendo en el municipio de Adams. La densidad de población era de 1,76 hab./km². De los 135 habitantes, el municipio de Adams estaba compuesto por el 100 % blancos. Del total de la población el 0 % eran hispanos o latinos de cualquier raza.